# چاخ‌لق خال‌دار
چاخ‌لق خال‌دار (نام علمی: Burhinus capensis)، که همچنین به عنوان زانوکلفت خال‌دار یا چاخ‌لق دماغه شناخته می‌شود، از تیرهٔ چاخ‌لقان (Burhinidae) است و بومی مناطق گرمسیری مرکز و جنوب آفریقا است.